# Tuyên Quang
Tuyên Quang là một tỉnh miền núi của khu vực Đông Bắc Bộ thuộc Miền Bắc, nước Việt Nam.
Theo dữ liệu Sáp nhập tỉnh, thành Việt Nam 2025, 	Tuyên Quang	có diện tích: 	13.796	km²,	xếp thứ	7; dân số:	1.865.270	người,	xếp thứ	24; GRDP 2024: 	86.246.356	triệu VNĐ, xếp thứ	28; thu ngân sách 2024:	6.657.963	triệu VNĐ, xếp thứ	30; thu nhập bình quân:	36,51	triệu VNĐ/năm, 	xếp thứ	30.

## Tên gọi
Vào thế kỷ XIII đến thế kỷ XIV thời nhà Trần, vùng đất này có tên hành chính là Lộ Tuyên Quang. Sau đó, vào cuối thời Trần, được đổi thành Trấn Tuyên Quang. Vào thời nhà Minh sang xâm lược & đô hộ đặt ách thống trị lên Đại Việt thì tên gọi Trấn Tuyên Quang được đổi thành Phủ Tuyên Hóa. Sau khi Khởi nghĩa Lam Sơn diễn ra thành công quân dân Đại Việt đánh bại nhà Minh xâm lược tháo chạy về phía Bắc, Lê Lợi lên ngôi vua lập ra nhà Hậu Lê lấy hiệu là Lê Thái Tổ, ông ra quyết định Tuyên Quang thuộc Tây Đạo. Đến năm 1466, vua Lê Thánh Tông ra quyết định đưa Tuyên Quang trở thành một trong 12 đạo thừa tuyên, có tên là Đạo Thừa Tuyên Tuyên Quang. Sau đó, được đổi thành xứ Tuyên Quang. Thế kỷ XIX vào thời nhà Nguyễn, vua Gia Long đổi xứ Tuyên Quang thành Trấn Tuyên Quang. Đến năm 1831, vua Minh Mạng tiến hành cải cách hành chính lần đầu tiên trong lịch sử, tỉnh Tuyên Quang được thành lập như một đơn vị hành chính chính thức. Thời Pháp thuộc tỉnh Tuyên Quang có sự thay đổi về đơn vị hành chính, có lúc sáp nhập với tỉnh Hà Giang thành tỉnh Hà Giang, rồi lại tách ra. Sau năm 1975, tỉnh Tuyên Quang được hợp nhất với tỉnh Hà Giang thành tỉnh Hà Tuyên. Đến năm 1991, tỉnh Hà Tuyên lại được chia tách trở lại thành hai tỉnh Tuyên Quang và Hà Giang. Ngày nay, tên gọi "Tuyên Quang" mang nghĩa như sau: "Tuyên" nghĩa là lan tỏa và mở rộng; "Quang" nghĩa là ánh sáng; "Tuyên Quang" có ý nghĩa là "nơi ánh sáng được lan tỏa & mở rộng".

## Địa lý
Tỉnh Tuyên Quang có vị trí địa lý:
- Phía đông giáp tỉnh Cao Bằng và tỉnh Thái Nguyên.
- Phía tây giáp tỉnh Lào Cai.
- Phía nam giáp tỉnh Phú Thọ.
- Phía bắc giáp tỉnh Vân Nam và khu tự trị Quảng Tây, Trung Quốc.

Trung tâm hành chính của tỉnh là phường Minh Xuân, cách trung tâm thủ đô Hà Nội 131km.
Các điểm cực của tỉnh Tuyên Quang:
- Điểm cực đông tại xã Hồng Thái.
- Điểm cực tây tại xã Pà Vầy Sủ.
- Điểm cực nam tại xã Phú Lương.
- Điểm cực bắc tại xã Lũng Cú.

Tuyên Quang nằm ở trung tâm của lưu vực sông Lô. Sông Gâm chảy qua tỉnh theo hướng Bắc – Nam và nhập vào sông Lô ở chỗ giáp ranh giữa xã Yên Sơn, xã Xuân Vân và xã Tân Long.
Tuyên Quang là cực điểm của cả nước với các danh thắng như: Cột Cờ Lũng Cú, Đèo Mã Pí Lèng - một trong tứ đại đỉnh đèo của Việt Nam.

## Lịch sử
Tuyên Quang nguyên cũng là một vùng đất thuộc xứ Thái, nhưng từ thế kỷ 13 đã chịu sự kiểm soát của triều đình Việt Nam dưới đời nhà Trần. Triều Trần gọi là lộ Quốc Oai, sau đổi là châu Tuyên Quang. Dưới đời vua Trần Hiến Tông (niên hiệu Khai Hữu, 1329-1341), châu Tuyên Quang đổi thành trấn, rồi thành phủ Tuyên Hóa dưới thời Minh thuộc.
Sau khi vua Lê Thái Tổ đuổi xong giặc Minh, ngài đặt phủ Tuyên Hóa thuộc Tây Đạo. Đời vua Lê Thánh Tông, Tuyên Quang gồm một phủ và năm huyện và trở thành tỉnh Minh Quang dưới triều vua Lê Uy Mục. Đời Lê Trang Tông, đổi Minh Quang thành doanh An Tại, cho dòng họ Vũ người Thái làm doanh trưởng.

### Tuyên Quang thời nhà Nguyễn
Vào đầu thế kỷ 19, Tuyên Quang gồm 1 phủ là phủ Yên Bình. Phủ này quản lý 1 huyện và 5 châu:
- Huyện Phúc Yên (nay là phần đất thuộc thành phố Tuyên Quang, các huyện Yên Sơn, Chiêm Hóa của tỉnh Tuyên Quang) gồm 10 tổng: Trung Môn, Yên Lũng, Yên Lĩnh, Hằng Túc, Hùng Dị, Kim Đô, Hoàng Sơn, Đồng Yên, Lăng Quán, Bình Ca.
- Châu Lục Yên (nay là phần đất thuộc huyện Lục Yên của tỉnh Yên Bái).
- Châu Thu Vật (năm 1823 đổi tên là châu Thu (Thu Châu), nay là phần đất thuộc huyện Yên Bình của tỉnh Yên Bái) gồm 7 tổng: Vĩnh Kiên, Đại Đồng, Ẩm Phúc, Cẩm Nhân, Mông Sơn, Ngọc Chấn, Thì Ngạn.
- Châu Vị Xuyên (nay là phần đất thuộc tỉnh Hà Giang).
- Châu Bảo Lạc (nay là phần đất thuộc các huyện Mèo Vạc, Bắc Mê, Yên Minh của tỉnh Hà Giang và các huyện Bảo Lâm, Bảo Lạc của tỉnh Cao Bằng).
- Châu Đại Man (nay là phần đất thuộc các huyện Na Hang, Lâm Bình,.. của tỉnh Tuyên Quang).

Ngày 4 tháng 11 năm 1831, thành lập tỉnh Tuyên Quang. Năm 1842, nhà Nguyễn chia Tuyên Quang thành 3 hạt: Hà Giang, Bắc Quang, Tuyên Quang.
Vua Gia Long lại đổi thành trấn Tuyên Quang, rồi trở thành tỉnh dưới triều Minh Mạng. Khi Pháp mới xâm chiếm Việt Nam, phủ Yên Bình là căn cứ kháng chiến chống giặc Pháp. Người Thái, Mường, Mèo, Thổ, Nùng cùng với dân quân các tỉnh lân cận đánh quân Pháp nhiều trận khốn đốn vào những năm 1884, 1885; thêm vào đó, quân Cờ Đen quấy nhiễu vùng Tuyên Quang khá lâu. Mãi tới năm 1894, Pháp mới hoàn toàn chiếm được tỉnh này.
Ngày 9 tháng 9 năm 1891, Toàn quyền Đông Dương ban hành Nghị định về việc chia địa bàn tỉnh Tuyên Quang vào đạo Quan binh 2 và đạo Quan binh 3. Ngày 17 tháng 9 năm 1895, Toàn quyền Đông Dương ban hành Quyết định số 1432 về việc chia khu quân sự thứ ba thành 3 tỉnh: Tuyên Quang, Bắc Quang, Hà Giang. Ngày 11 tháng 4 năm 1900, Toàn quyền Đông Dương ban hành Nghị định về việc tái thành lập tỉnh Tuyên Quang trên cơ sở Phủ Yên Bình và huyện Sơn Dương của tỉnh Sơn Tây, tỉnh lỵ đặt tại xã Ỷ La.
Năm 1916, Toàn quyền Đông Dương ban hành Nghị định về việc:
- Chia huyện Hàm Yên thành huyện Yên Sơn và châu Hàm Yên.
- Thành lập tỉnh Hà Giang trên cơ sở cắt phủ Tương An (Yên Ninh cũ) và 3 huyện: Bảo Lạc (cũ), Vị Xuyên, Vĩnh Tuy.
- Cắt châu Lục Yên sáp nhập vào tỉnh Yên Bái.

Trước Cách mạng tháng Tám năm 1945, Tuyên Quang có 1 phủ Yên Bình và 4 huyện: Yên Sơn, Hàm Yên, Chiêm Hóa, Sơn Dương. Tỉnh lỵ đặt ở xã Ỷ La.
Năm 1945–tháng 11 năm 1975, tỉnh Tuyên Quang có 6 đơn vị hành chính, bao gồm 5 huyện: Na Hang, Chiêm Hóa, Hàm Yên, Yên Sơn, Sơn Dương, thị xã Tuyên Quang và 134 đơn vị hành chính cấp xã. Ngày 4 tháng 11 năm 1949, Chủ tịch Chính phủ ban hành Sắc lệnh số 127-SL. Theo đó, tỉnh Tuyên Quang thuộc Liên khu Việt Bắc mới thành lập quản lý.

### Tỉnh Tuyên Quang sau năm 1954–1991
Sau năm 1954, tỉnh Tuyên Quang có 7 đơn vị hành chính cấp huyện, bao gồm: thị xã Tuyên Quang (tỉnh lỵ) và 6 huyện: Yên Bình, Yên Sơn, Na Hang, Hàm Yên, Sơn Dương, Chiêm Hóa.
Ngày 1 tháng 7 năm 1956, Chủ tịch nước Việt Nam Dân chủ Cộng hòa ban hành Sắc lệnh số 268-SL về việc tỉnh Tuyên Quang thuộc Khu tự trị Việt Bắc mới thành lập. Ngoài ra, huyện Yên Bình thuộc tỉnh Tuyên Quang được chuyển về tỉnh Yên Bái quản lý (khi đó nằm ở khu Lao – Hà – Yên).
Ngày 27 tháng 12 năm 1975, Quốc hội ban hành Nghị quyết về việc thành lập tỉnh Hà Tuyên trên cơ sở tỉnh Tuyên Quang và tỉnh Hà Giang.

### 1991–nay: Tuyên Quang ngày nay
Ngày 12 tháng 8 năm 1991, Quốc hội ban hành Nghị quyết về việc chia tỉnh Hà Tuyên thành tỉnh Tuyên Quang và tỉnh Hà Giang. Tỉnh Tuyên Quang có 6 đơn vị hành chính, bao gồm thị xã Tuyên Quang và 5 huyện: Chiêm Hóa, Hàm Yên, Na Hang, Sơn Dương, Yên Sơn.
Ngày 2 tháng 7 năm 2010, Chính phủ ban hành Nghị quyết số 27/NQ-CP về việc thành lập thành phố Tuyên Quang thuộc tỉnh Tuyên Quang trên cơ sở toàn bộ thị xã Tuyên Quang.
Ngày 28 tháng 1 năm 2011, Chính phủ ban hành Nghị quyết số 07/NQ-CP về việc thành lập huyện Lâm Bình trên cơ sở điều chỉnh một phần diện tích và dân số của huyện Na Hang và huyện Chiêm Hóa.
Ngày 12 tháng 6 năm 2025, Quốc hội ban hành Nghị quyết số 202/2025/QH15 về việc sắp xếp đơn vị hành chính cấp tỉnh (nghị quyết có hiệu lực từ ngày 12 tháng 6 năm 2025). Theo đó, sáp nhập tỉnh Hà Giang vào tỉnh Tuyên Quang.
Sau khi sáp nhập, tỉnh Tuyên Quang có 13.795,50 km² diện tích tự nhiên và quy mô dân số là 1.865.270 người.

## Hành chính
Tỉnh Tuyên Quang có 124 đơn vị hành chính cấp xã, bao gồm 7 phường và 117 xã.
| Tên          | Diện tích (km²) | Dân số (người) |
| ------------ | --------------- | -------------- |
| Phường (07)  |                 |                |
| An Tường     | 53,44           | 42.952         |
| Bình Thuận   | 46,34           | 18.626         |
| Hà Giang 1   | 82,69           | 21.652         |
| Hà Giang 2   | 60,62           | 33.100         |
| Minh Xuân    | 34,90           | 72.000         |
| Mỹ Lâm       | 80,20           | 31.446         |
| Nông Tiến    | 26,99           | 15.393         |
| Xã (117)     |                 |                |
| Bạch Đích    | 95,17           | 12.747         |
| Bạch Ngọc    | 184,51          | 9.660          |
| Bạch Xa      | 127,41          | 15.309         |
| Bản Máy      | 76,17           | 9.792          |
| Bắc Mê       | 154,30          | 13.043         |
| Bắc Quang    | 141,93          | 33.644         |
| Bằng Hành    | 151,72          | 16.560         |
| Bằng Lang    | 115,66          | 12.167         |
| Bình An      | 121,40          | 10.225         |
| Bình Ca      | 69,48           | 24.339         |
| Bình Xa      | 91,17           | 17.998         |
| Cán Tỷ       | 85,13           | 9.824          |
| Cao Bồ       | 111,18          | 4.211          |
| Chiêm Hóa    | 111,65          | 30.329         |
| Côn Lôn      | 160,76          | 5.734          |
| Du Già       | 126,94          | 15.829         |
| Đồng Tâm     | 156,97          | 10.629         |
| Đông Thọ     | 74,86           | 18.085         |
| Đồng Văn     | 122,49          | 26.015         |
| Đồng Yên     | 79,36           | 18.326         |
| Đường Hồng   | 135,42          | 11.645         |
| Đường Thượng | 103,25          | 14.376         |
| Giáp Trung   | 73,21           | 6.220          |

| Tên          | Diện tích (km²) | Dân số (người) |
| ------------ | --------------- | -------------- |
| Hàm Yên      | 126,19          | 29.508         |
| Hòa An       | 66,71           | 13.208         |
| Hoàng Su Phì | 86,65           | 15.806         |
| Hồ Thầu      | 136,83          | 8.709          |
| Hồng Sơn     | 44,22           | 19.417         |
| Hồng Thái    | 222,59          | 11.296         |
| Hùng An      | 118,57          | 17.224         |
| Hùng Đức     | 63,63           | 10.368         |
| Hùng Lợi     | 168,93          | 10.882         |
| Khâu Vai     | 107,46          | 22.755         |
| Khuôn Lùng   | 120,28          | 8.016          |
| Kiên Đài     | 130,82          | 9.351          |
| Kiến Thiết   | 109,48          | 6.783          |
| Kim Bình     | 92,09           | 16.873         |
| Lao Chải     | 98,87           | 4.568          |
| Lâm Bình     | 327,65          | 12.399         |
| Liên Hiệp    | 166,67          | 10.566         |
| Linh Hồ      | 181,44          | 21.725         |
| Lũng Cú      | 95,20           | 15.115         |
| Lũng Phìn    | 69,46           | 16.476         |
| Lùng Tám     | 124,14          | 10.971         |
| Lực Hành     | 87,97           | 11.022         |
| Mậu Duệ      | 163,31          | 19.005         |
| Mèo Vạc      | 92,21           | 19.675         |
| Minh Ngọc    | 159,34          | 7.878          |
| Minh Quang   | 191,34          | 20.122         |
| Minh Sơn     | 146,96          | 7.737          |
| Minh Tân     | 105,70          | 7.485          |
| Minh Thanh   | 78,57           | 13.453         |
| Nà Hang      | 256,53          | 17.364         |
| Nấm Dẩn      | 86,11           | 11.929         |
| Nậm Dịch     | 97,78           | 8.540          |

| Tên          | Diện tích (km²) | Dân số (người) |
| ------------ | --------------- | -------------- |
| Nghĩa Thuận  | 80,12           | 9.900          |
| Ngọc Đường   | 98,07           | 7.858          |
| Ngọc Long    | 84,26           | 9.989          |
| Nhữ Khê      | 59,04           | 21.799         |
| Niêm Sơn     | 81,73           | 12.255         |
| Pà Vầy Sủ    | 83,30           | 15.806         |
| Phố Bảng     | 77,71           | 15.593         |
| Phú Linh     | 112,37          | 12.270         |
| Phú Lương    | 85,65           | 27.300         |
| Phù Lưu      | 120,45          | 16.154         |
| Pờ Ly Ngài   | 49,34           | 6.239          |
| Quản Bạ      | 102,87          | 18.436         |
| Quang Bình   | 130,14          | 10.635         |
| Quảng Nguyên | 99,48           | 5.949          |
| Sà Phìn      | 83,50           | 16.816         |
| Sơn Dương    | 123,17          | 41.954         |
| Sơn Thủy     | 76,13           | 28.259         |
| Sơn Vĩ       | 110,62          | 19.975         |
| Sủng Máng    | 76,15           | 12.568         |
| Tát Ngà      | 90,60           | 7.765          |
| Tân An       | 133,27          | 11.075         |
| Tân Long     | 95,32           | 10.976         |
| Tân Mỹ       | 137,31          | 15.201         |
| Tân Quang    | 174,14          | 12.425         |
| Tân Thanh    | 114,42          | 18.856         |
| Tân Tiến     | 84,40           | 10.385         |
| Tân Trào     | 98,57           | 14.911         |
| Tân Trịnh    | 114,75          | 10.780         |
| Thái Bình    | 102,59          | 13.803         |
| Thái Hòa     | 55,60           | 18.289         |
| Thái Sơn     | 93,54           | 16.385         |
| Thàng Tín    | 70,78           | 7.638          |

| Tên          | Diện tích (km²) | Dân số (người) |
| ------------ | --------------- | -------------- |
| Thắng Mố     | 67,71           | 16.397         |
| Thanh Thủy   | 101,77          | 6.394          |
| Thông Nguyên | 108,70          | 6.255          |
| Thuận Hòa    | 108,40          | 7.915          |
| Thượng Lâm   | 277,16          | 9.886          |
| Thượng Nông  | 79,83           | 7.204          |
| Thượng Sơn   | 142,60          | 6.144          |
| Tiên Nguyên  | 90,13           | 5.027          |
| Tiên Yên     | 97,18           | 14.241         |
| Tri Phú      | 170,26          | 8.686          |
| Trung Hà     | 103,18          | 8.303          |
| Trung Sơn    | 134,29          | 10.952         |
| Trung Thịnh  | 72,11           | 12.277         |
| Trường Sinh  | 53,36           | 17.615         |
| Tùng Bá      | 120,49          | 8.225          |
| Tùng Vài     | 149,98          | 11.221         |
| Vị Xuyên     | 80,44           | 23.898         |
| Việt Lâm     | 92,66           | 6.419          |
| Vĩnh Tuy     | 115,85          | 12.054         |
| Xín Mần      | 125,24          | 19.596         |
| Xuân Giang   | 86,06           | 9.234          |
| Xuân Vân     | 104,25          | 19.020         |
| Yên Cường    | 116,90          | 9.741          |
| Yên Hoa      | 143,83          | 7.323          |
| Yên Lập      | 103,59          | 10.280         |
| Yên Minh     | 154,70          | 26.556         |
| Yên Nguyên   | 97,36           | 16.024         |
| Yên Phú      | 222,57          | 14.890         |
| Yên Sơn      | 117,92          | 31.560         |
| Yên Thành    | 78,59           | 5.748          |

## Kinh tế

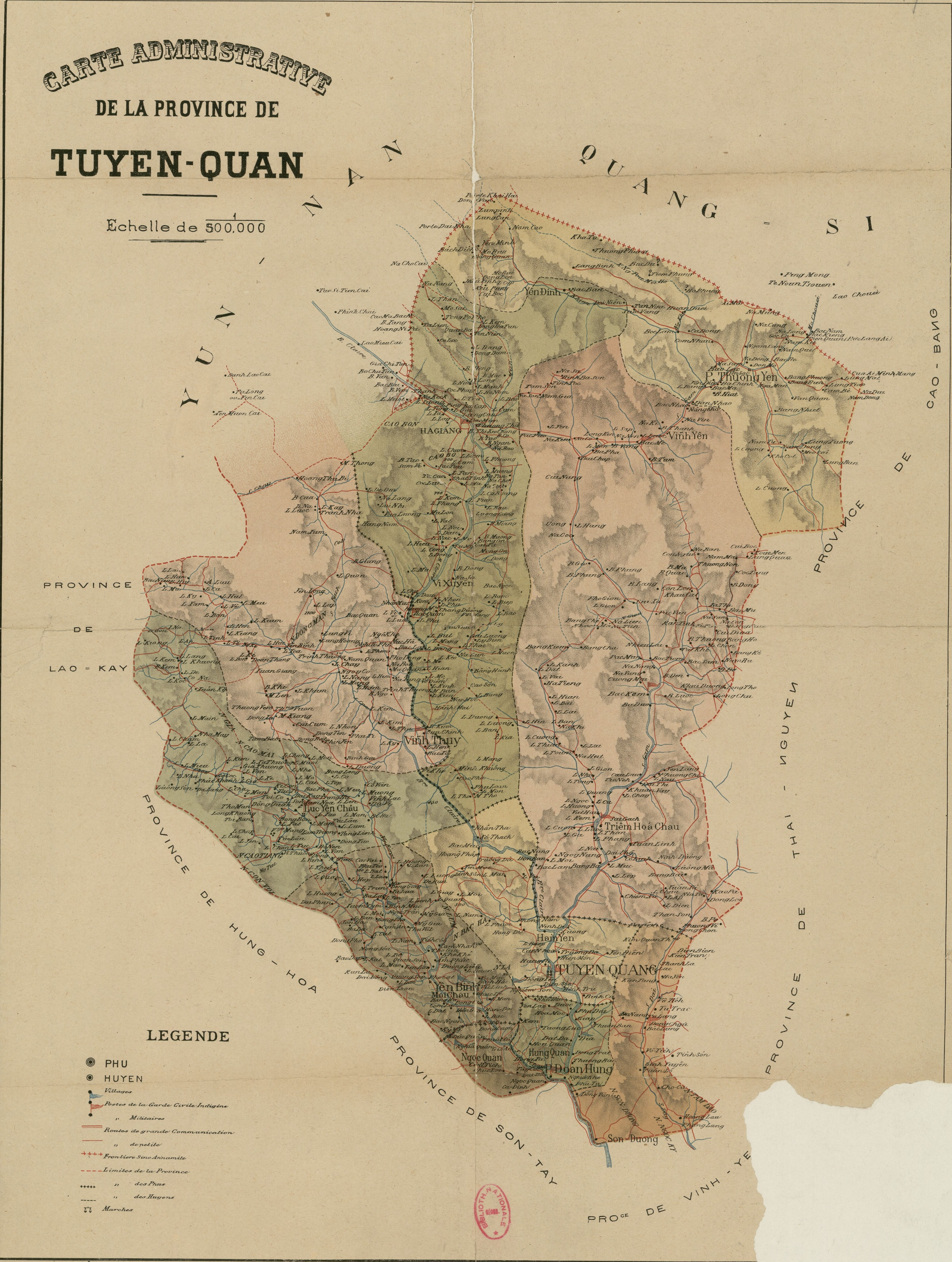
Bản đồ tỉnh Tuyên Quang năm 1891

Tuyên Quang là tỉnh miền núi, nền kinh tế nông-lâm nghiệp chiếm ưu thế, mô hình kinh tế trang trại kết hợp nông lâm. Trong bảng xếp hạng về Chỉ số năng lực cạnh tranh cấp tỉnh của Việt Nam năm 2011, tỉnh Tuyên Quang xếp ở vị trí thứ 56/63 tỉnh thành.

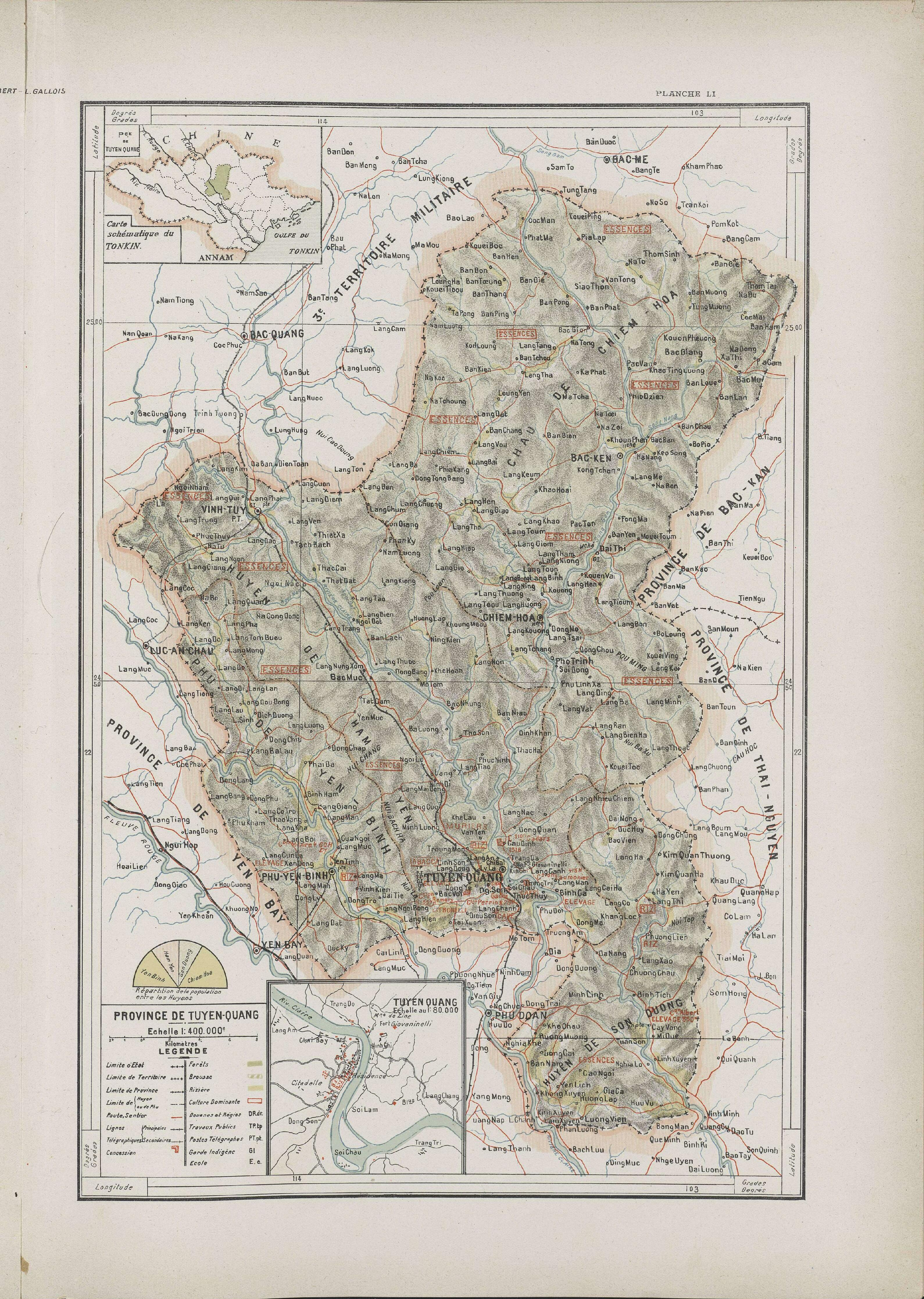
Bản đồ tỉnh Tuyên Quang năm 1909

Nông nghiệp: lúa là cây lương thực chính, sau đó là các cây ngô, sắn, khoai lang. Cây công nghiệp gồm có: chè (nhà máy chè Tuyên Quang, Tháng Mười, Tân Trào), cây sả làm tinh dầu sả, lạc, đậu, tương. Cây ăn quả có: cam, quýt, nhãn, vải, chanh. Chăn nuôi có trâu, bò, lợn, dê, gia cầm...
Công nghiệp: có quặng kẽm, quặng mangan, quặng thiếc, bột kẽm, khai thác ăntimoan... Sản xuất giấy, bột giấy, xi măng, vôi.
Có nhà máy thủy điện Tuyên Quang được đưa vào sử dụng chính thức ngày 30 tháng 1 năm 2008, công suất thiết kế đạt 342 MW. Nhà máy thủy điện Chiêm Hóa có công suất lắp máy 48 MW, hoàn thành tháng 3/2013.

## Dân số
Tính đến ngày 1 tháng 4 năm 2019, toàn tỉnh có 6 tôn giáo khác nhau đạt 42.761 người, nhiều nhất là Công giáo có 25.626 người, tiếp theo là đạo Tin Lành đạt 10.996 người, Phật giáo có 6.116 người. Còn lại các tôn giáo khác như Hồi giáo có 13 người, Phật giáo Hòa Hảo có sáu người và đạo Cao Đài có bốn người.
Tuyên Quang có diện tích 5.868 km² (đứng thứ 25 trên cả nước) và dân số 784.811 người (đứng thứ 53 trên cả nước), mật độ trung bình khoảng 124 người/km². Dân cư Tuyên Quang phát triển rất nhanh có 21,45% dân số sống ở đô thị và 78,55% dân số sống ở nông thôn (tính đến năm 2020).
Tỉnh Tuyên Quang có diện tích 5.868 km², dân số năm 2021 là 801.700 người, mật độ dân số đạt 137 người/km². Dân số thành thị là 111.300 người (13,88%). Dân số nông thôn là 690.400 người (86,12%).
Tỉnh Tuyên Quang có diện tích 5.868 km², dân số thường trú tính đến ngày 31/12/2022 là 805.782 người, mật độ dân số đạt 137 người/km². Dân số thành thị là 120.543 người (chiếm 14,96%). Dân số nông thôn là 685.239 người (chiếm 85,04%).
Tỉnh Tuyên Quang có diện tích 5.867,95 km², dân số quy đổi tính đến ngày 31/12/2022 là 908.797 người, mật độ dân số đạt 154 người/km².
Tỉnh Tuyên Quang có diện tích 5.867 km², dân số thường trú năm 2023 là 812.215 người, mật độ dân số đạt 138 người/km², với 22 dân tộc anh em cùng chung sống.

## Văn hóa

### Ẩm thực
Các đặc sản, ẩm thực Tuyên Quang như: bánh nếp nhân trứng kiến, hồng ngâm Xuân Vân, rượu ngô men lá Na Hang, chè Kia Tăng, gà đỏ Đồng Dầy, cam Hàm Yên, rau dớn, mắm cá ruộng Chiêm Hóa, bánh dày vừng đen Lâm Bình, lê nâu Khâu Tràng, cơm lam, phở chua Tuyên Quang, bánh gai Chiêm Hóa, thịt trâu Hùng Mỹ, ngô nếp Soi Lâm, chả ốc ống nứa, lạp xưởng Na Hang, gỏi cá bỗng, hoa chuối nấu chân giò, na dai Lực Hành, thịt muối chua, bánh củ chuối Yên Lập, nhộng cọ Chiêm Hóa, bánh đúc Đà Vị, xôi màu Lâm Bình, mía, bánh chuối Na Hang, rau hôi, cà gai leo Hợp Hòa, gà Tân Tạo, bưởi Soi Hà, cốm Côn Lôn, măng vầu, thịt gác bếp Lâm Bình, hoa kè nhồi thịt, chè Khau Mút, rau bò khai, cháo ỉm Sơn Dương, gạo nếp Khẩu Láng, bánh lẳng Chiêm Hóa, rêu đá, vịt bầu Minh Hương, rượu chuối Kim Bình, măng nứa, măng khô, nhãn Bình Ca, lợn đen Lăng Can, chè xanh, cọ ỏm Chiêm Hóa, lạc Thổ Bình, giảo cổ lam Lâm Bình.

## Du lịch

### Di tích lịch sử
- Di tích lịch sử Tân Trào.

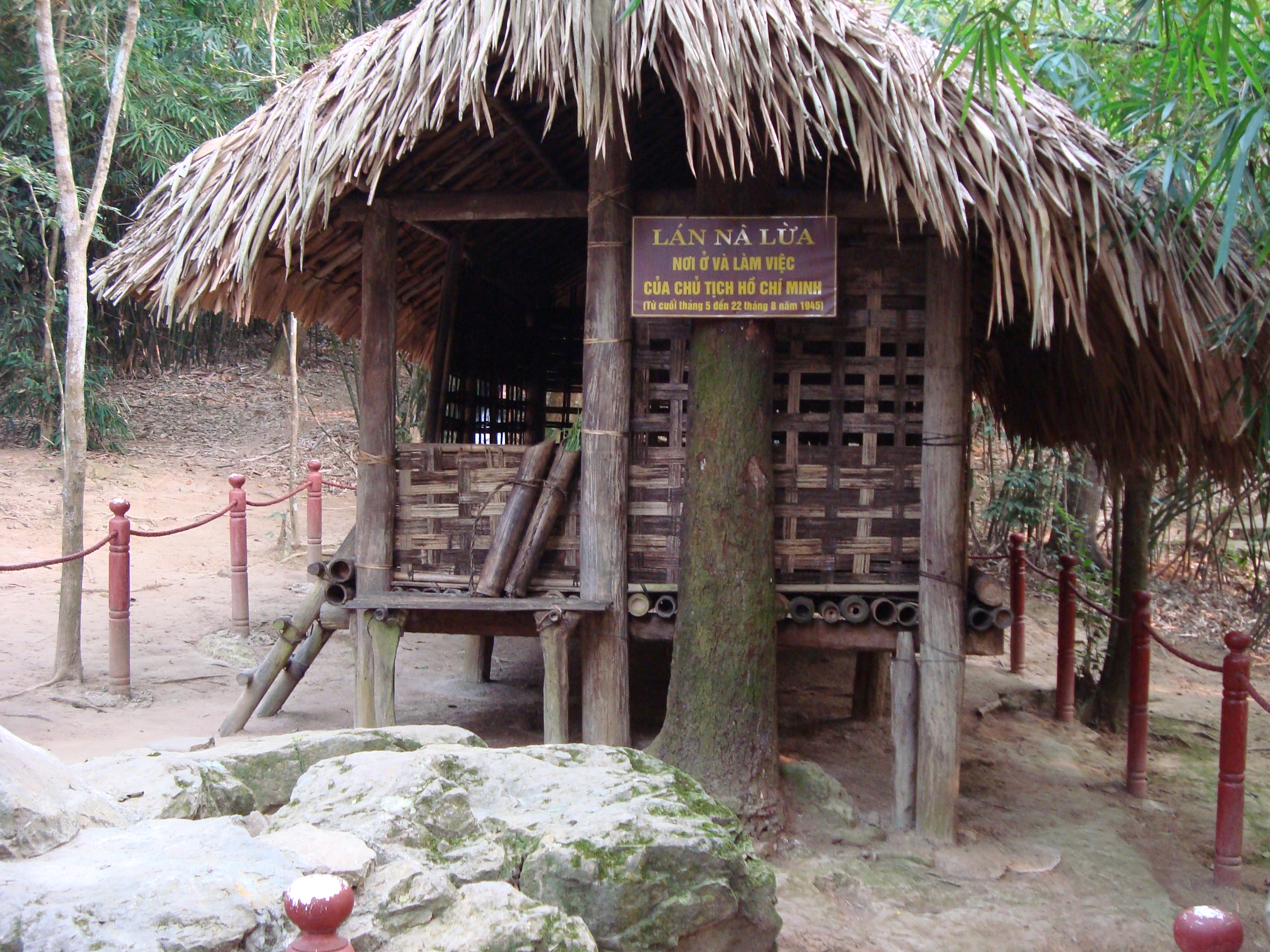
Lán Nà Lừa - nơi ở và làm việc của Chủ tịch Hồ Chí Minh ở Tuyên Quang

- Khu di tích Kim Bình thuộc xã Kim Bình.
- Khu di tích Kim Quan thuộc xã Tân Trào.
- Khu di tích Đá Bàn thuộc phường Mỹ Lâm.
- Khu di tích Làng Ngòi – Đá Bàn thuộc phường Mỹ Lâm.
- Khu di tích Chiến thắng Khe Lau thuộc xã Xuân Vân và xã Yên Sơn.

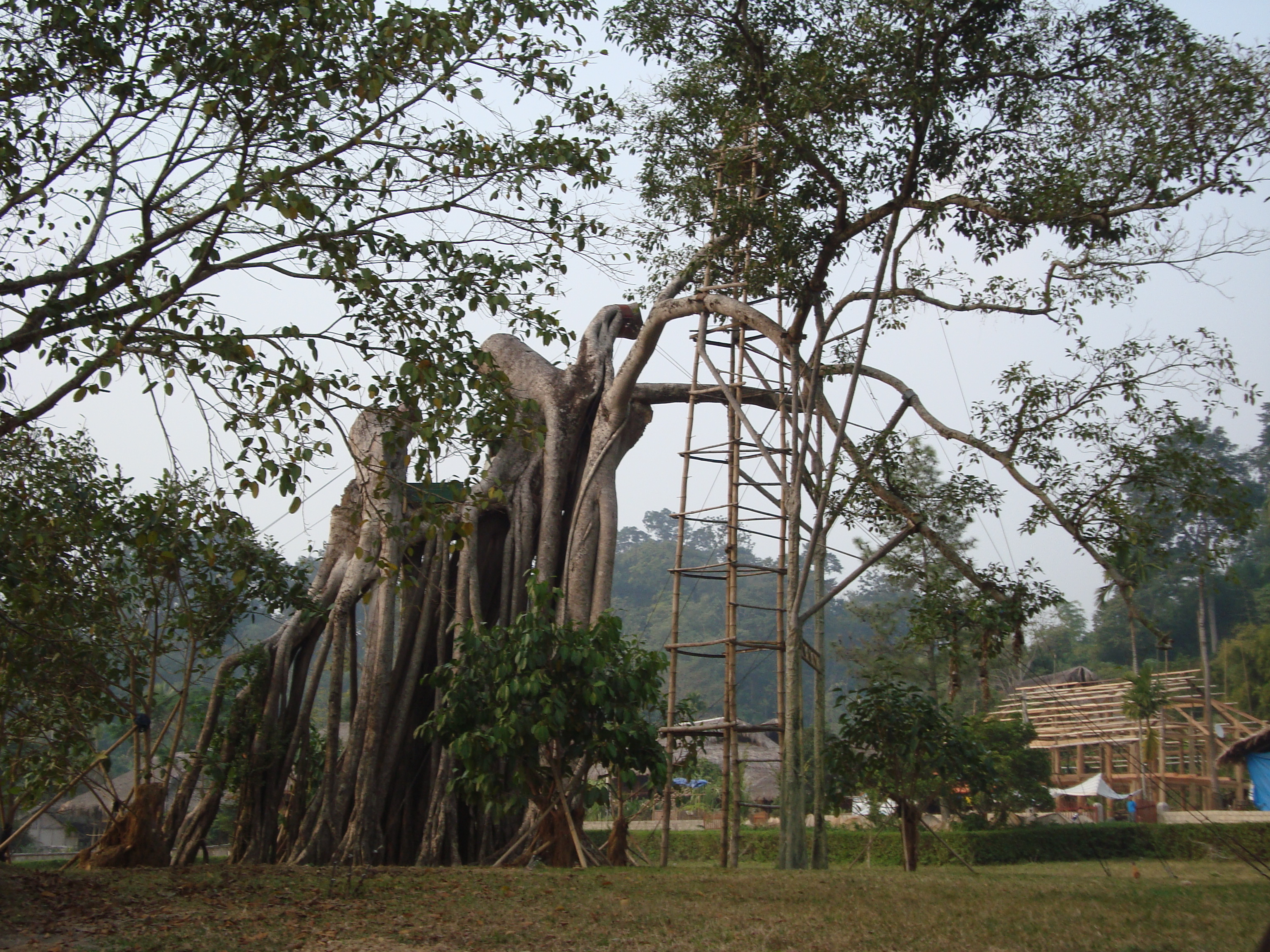
Cây đa lịch sử Tân Trào

### Danh lam, thắng cảnh
- Hồ Na Hang thuộc xã Nà Hang.
- Danh thắng quốc gia Quần thể hang động ở xã Yên Phú.
- Danh thắng quốc gia Động Song Long ở xã Thượng Lâm.
- Danh thắng quốc gia Hang Phia Vài ở xã Thượng Lâm.
- Thác Mơ - Na Hang nằm giữa khu bảo tồn thiên nhiên Na Hang.
- Thành cổ nhà Mạc nằm ở phường Minh Xuân.
- Suối nước khoáng Mỹ Lâm nằm ở địa phận phường Mỹ Lâm.
- Động Tiên thuộc xã Yên Phú.
- Thác Bản Ba – xã Trung Hà.

## Giao thông
Giao thông vận tải gồm có: Vận tải đường bộ và vận tải đường thủy.

### Đường bộ
Các tuyến đường cao tốc:
- Đường cao tốc Tuyên Quang – Hà Giang: Điểm đầu ở xã Nhữ Khê, huyện Yên Sơn và điểm cuối ở xã Yên Thuận, huyện Hàm Yên.
- Đường cao tốc Tuyên Quang – Phú Thọ: Điểm đầu ở xã Lương Vượng, thành phố Tuyên Quang và điểm cuối ở xã Đội Bình, huyện Yên Sơn.

Các tuyến Quốc lộ trên địa bàn tỉnh:
- Quốc lộ 2: Điểm đầu tại km 115+000 (thuộc xã Đội Bình huyện Yên Sơn), điểm cuối km 205+000 (thuộc xã Yên Lâm huyện Hàm Yên), chiều dài 90 km.
- Quốc lộ 2C: Điểm đầu từ xã Sơn Nam huyện Sơn Dương, điểm cuối đến thị trấn Na Hang huyện Na Hang, chiều dài 201,24 km (không kể 6,3 km đi chung QL.37).
- Quốc lộ 3B: Điểm đầu từ xã Thái Sơn huyện Hàm Yên, điểm cuối xã Yên Lập huyện Chiêm Hóa.
- Quốc lộ 37: Điểm đầu từ đỉnh Đèo Khế xã Hợp Thành huyện Sơn Dương, điểm cuối cầu Bỗng thuộc xã Mỹ Bằng huyện Yên Sơn, chiều dài 64,5km (không kể 4km đi chung QL.2).
- Quốc lộ 279: Từ xã Hồng Quang huyện Chiêm Hóa đến xã Đà Vị huyện Na Hang, chiều dài 96 km.
- Quốc lộ 280: Từ xã Đà Vị huyện Na Hang đến xã Thượng Giáp huyện Na Hang.

Các tuyến đường tỉnh với tổng chiều dài 392,6 km trong đó:
- Tuyến ĐT.185: Điểm đầu km 211 470 (thuộc xã Nông Tiến, thành phố Tuyên Quang), điểm cuối thị trấn Vĩnh Lộc, huyện Chiêm Hóa dài 74,1 km.
- Tuyến ĐT.186: Điểm đầu km 55 Quốc lộ 2C (Ngã ba Sơn Nam, huyện Sơn Dương), điểm cuối km 234 400 Quốc lộ 37 (thuộc xã Mỹ Bằng huyện Yên Sơn), chiều dài 84 km.
- Tuyến ĐT.187: Điểm đầu đường ĐT.176 cũ (Đài Thị), điểm cuối đỉnh đèo Keo Mác huyện Chiêm Hóa, chiều dài: 17 km.
- Tuyến ĐT.188: Điểm đầu từ thị trấn huyện Chiêm Hóa và điểm cuối xã Bình An huyện Chiêm Hóa, chiều dài là 40 km (không kể 5 km đi chung QL.279).
- Tuyến ĐT.189: Điểm đầu km 5+700 thuộc xã Bình Xa, huyện Hàm Yên và điểm cuối thôn Lục Khang xã Yên Thuận huyện Hàm Yên, chiều dài: 61,5km.

Các tuyến đường huyện: Là đường nối từ trung tâm hành chính của huyện với trung tâm hành chính của xã, cụm xã hoặc trung tâm hành chính của huyện lân cận; đường nối đường tỉnh với trung tâm hành chính của xã hoặc trung tâm cụm xã. Tổng chiều dài các tuyến đường huyện trong tỉnh là 579,8 km, bao gồm:
- Huyện Na Hang có 11 tuyến với 5122,5 km.
- Huyện Chiêm Hóa có 11 tuyến với 146,0 km.
- Huyện Hàm Yên có 6 tuyến với 57,2 km.
- Huyện Yên Sơn có 14 tuyến với 129,5 km.
- Huyện Sơn Dương có 12 tuyến với 124,6 km

Các tuyến đường đô thị: Chiều dài 141,71 km là các đường giao thông nằm trong phạm vi địa giới hành chính thành phố Tuyên Quang và các thị trấn huyện lỵ và khu Di tích lịch sử Tân Trào.

### Đường thủy
Sông khai thác vận tải được:
- Sông Lô: dài 156 km, TW quản lý: 85 km (Phan lương – N3 Lô Gâm) – Sà lan <200T hoạt động mùa nước, Tuyên Quang quản lý: 71 km (N3 Lô Gâm – Bạch xa)- Đò ngang.
- Sông Gâm: dài 109+70 km, TW quản lý: 33 km (N3 Lô Gâm – Chiêm Hóa) 33 km (tàu, thuyền <40T), Tuyên Quang quản lý: 76 km (Chiêm Hóa - Thuý Loa) 37 km (Chiêm Hóa - Na Hang) Thuyền <5T.

Bến đò: Tổng số bến 44, trong đó: có giấy phép mở bến là 28.

## Kết nghĩa
Tỉnh Bình Thuận (cũ), nay là tỉnh Lâm Đồng.